# Panjas
Panjas är en kommun i departementet Gers i regionen Occitanien i sydvästra Frankrike. Kommunen ligger i kantonen Cazaubon som tillhör arrondissementet Condom. År 2022 hade Panjas 429 invånare.

## Befolkningsutveckling
Antalet invånare i kommunen Panjas
Referens:INSEE